# イーキン・チェン
イーキン・チェン（鄭 伊健、Ekin Cheng、1967年10月4日-）は、香港生まれの俳優、歌手。血液型はB型、てんびん座、身長178cm。

## 経歴
学生時代にCM出演で注目を集め、1991年に3人組のユニットとして歌手デビュー。翌年にはソロ活動を開始し、人気が出る。同年『應召女郎1988之二 現代應召女郎』で映画デビュー。
1995年の『欲望の街・古惑仔I / 銅鑼湾（コーズウェイベイ）の疾風』にはじまる『古惑仔』シリーズで日本でも注目される。1998年、アーロン・クオックと共演した『風雲 ストームライダーズ』が大ヒットし、人気を不動のものにする。
2006年、女優・歌手のジジ・リョンと破局。
映画『ウルトラマンコスモス2 THE BLUE PLANET』の香港プレミア上映会に出席したり、2006年には、タイのチャイヨー・プロダクション制作の連続テレビドラマシリーズ『Project Ultraman』で主役のウルトラマンを演じ、中国での放映が予定されていた（しかしながら、チャイヨー・プロダクションが海外での著作権を消失したため、放映中止）等、香港の芸能人の中でも最も、ウルトラマンと縁の深い人物でもある。
2009年7月、香港政府観光局主催の「香港ウィーク」出席のため来日。『カムイ外伝』を監督した崔洋一監督とのトークショーを行った。

## 主な出演作品

### 映画
- キング・オブ・ギャンブラー（1994年）【香】
- ロリータ3人娘のぞき大作戦 ピーピング・キャッツ（1994年）【香】
- 男たちの挽歌4（1994年）【香】
- 人魚伝説（1994年）【香】
- 男たちの挽歌 外伝（1994年）【香】
- 欲望の街 古惑仔I 銅鑼湾（コーズウェイベイ）の疾風（1995年）【香】（DVD邦題：古惑仔I 欲望の街 銅鑼湾（コーズウェイベイ）の疾風）
- 欲望の街 古惑仔II 台湾立志伝（1996年）【香】（DVD邦題：古惑仔II 欲望の街 台湾立志伝）
- 新・欲望の街I 古惑仔疾風、再び（1996年）【香】（DVD邦題：古惑仔III 新・欲望の街 古惑仔疾風、再び）
- キラーズ・コード（1996年）【香】
- 新・欲望の街II 97古惑仔最終章（1997年）【香】（DVD邦題：古惑仔IV 新・欲望の街 97古惑仔最終章）
- 風雲 ストームライダーズ（1998年）【香】
- ポートランド・ストリート・ブルース（1998年）【香】
- ヴァーチャル・シャドー 幻影特攻（1998年）【香】
- 超速伝説ミッドナイト・チェイサー（1999年）【香】
- ドラゴンヒート（1999年）【香】
- レジェンド・オブ・ヒーロー/中華英雄（1999年）【香】
- 決戦・紫禁城（2000年）【香】
- 東京攻略（2000年）【香】
- 特攻!BAD BOYS（2000年）【香】
- 狼たちの伝説 亜州黒社会戦争（2000年）【香】
- デッドエンド 暗戦リターンズ（2001年）【香】
- 拳神 KENSHIN（2001年）【香】
- 天上の剣（2001年）【香】
- 冷戦（2001年）【香】
- ツインズ・エフェクト（2003年）【香】
- ヴィッキー・チャオのマイ・ドリーム・ガール（2003年）【香】
- 恋の風景（2003年）【日・仏・中・香】
- ヒロイック・デュオ 英雄捜査線（2003年）【香】
- 風雲!格闘王（2003年）【香】
- ツインローズ（2004年）【香】
- アブノーマル・ビューティ（2004年）【香】
- ツイン・ショット（2004年）【香】（映画祭上映時の邦題は「ひとりにして」）
- ディバージェンス 運命の交差点（2005年）【香】
- パティシエの恋（後備甜心）（2005年）【香】（映画祭上映時の邦題は「デザート（仮）」）
- 死の森（2007年）【香】
- 親密（2008年）【香】
- カムイ外伝（2009年）【日】
- 風雲 ストームウォリアーズ（2009年）【香】
- 楊家将〜烈士七兄弟の伝説〜（2013年）【中・香】
- 全力スマッシュ（中国語版）（2015年）【香】
- 恋する・ヴァンパイア（2015年）【日】
- ゴールデン・ジョブ（中国語版）（2018年）【香】
- 深夜のドッジボール（中国語版）（2022年）【香】
- ラスト・ソング・フォー・ユー（中国語版）（2024年）【香】

### テレビ
- 中神通王重陽（1992年）【香】・・・王重陽
- 射鵰英雄伝之南帝北丐（1994年）【香】・・・段智興
- 笑看風雲（1994年）【香】・・・包文龍
- 香港明星迷（2002年、テレビ東京） ※薬師丸ひろ子、山本未來、室井滋が、香港スターを追っかけるOL役を演じ、イーキン・チェンが本人役でゲスト出演。
- PROJECT ULTRAMAN（2007年・製作中止）【タイ】